# 12219 Grigorʹev
12219 Grigorʹev eller 1982 SC8 är en asteroid i huvudbältet som upptäcktes den 19 september 1982 av den ryska astronomen Ljudmila Tjernych vid Krims astrofysiska observatorium på Krim. Den är uppkallad efter Mikhail Grigorʹevich Grigorʹev.
Asteroiden har en diameter på ungefär 3 kilometer.